# Samosa
La samosa es una empanadilla frita u horneada con relleno salado, tales como patatas condimentadas, cebollas, guisantes, carne, o lentejas. Puede tomar diferentes formas, incluidas formas triangulares, cónicas o de media luna, según la región. El estilo indio, a menudo acompañado de una salsa picante, es probablemente el más conocido de una amplia familia de recetas de África a China, que tienen orígenes en la época medieval o incluso antes. Las samosas son un plato principal, aperitivo o refrigerio popular en las cocinas locales del subcontinente indio, Asia occidental, el sudeste asiático, el Mediterráneo y África. Debido a la emigración y difusión cultural de estas áreas, en la actualidad también se preparan a menudo en otras regiones. 

## Etimología
La palabra samosa se puede remontar a la palabra  persa sanbosag (en persa: سنبوساگ‎). El nombre en otros países también puede derivarse de esta raíz, como el sanbusak o sanbusaj en forma de media luna en el mundo árabe, sambosa en Afganistán, shingara ( bengalí : সিঙ্গারা /সমোসা  ) en Bengala, samosa (urdu :  سموسہ ) en Pakistán, samosa ( hindi : समोसा ), en la India, ( en sindhi: سمبوسو Samboso/sambosa‎), samboosa en Tayikistán, sambosa o samosa en Madagascar, samsa en naciones de habla turca, sambuus para los somalíes de Somalia, Yibuti, región somalí de Etiopía y provincia nororiental de Kenia, y chamuça en Goa (India), Mozambique y Portugal.[cita requerida] Aunque actualmente se los conoce como sambusak en el mundo de habla árabe, los libros de recetas árabes medievales a veces lo deletrean sambusaj. La palabra samoosa también se usa en Sudáfrica.

## Historia

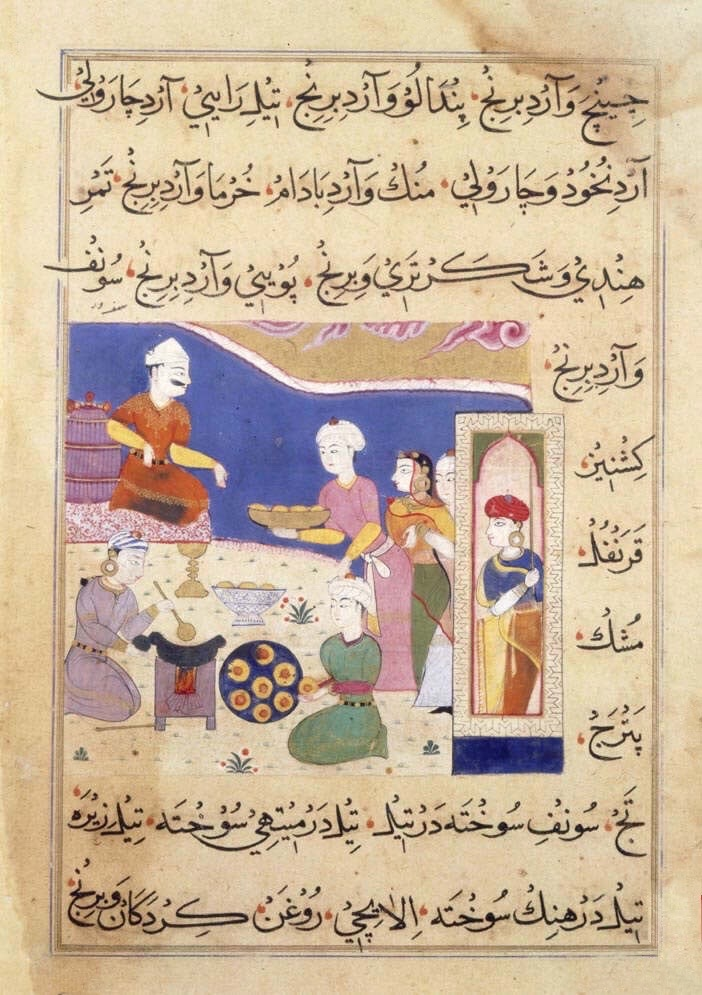
Manuscrito indio medieval Nimmatnama-i-Nasiruddin-Shahi (alrededor del) mostrando samosas siendo servidas

La samosa se originó en el Medio Oriente y Asia Central. Luego se extendió a África, sudeste de Asia, Asia del Sur y otros lugares. El término samosa y sus variantes abarcan una familia de pasteles y albóndigas populares desde el noreste de África hasta el oeste de China. La samosa se extendió al subcontinente indio, junto con la expansión del Islam, durante el dominio musulmán en la región. Un elogio de samosa (como sanbusaj ) se puede encontrar en un poema del siglo IX del poeta persa Ishaq al-Mawsili. Las recetas para el plato se encuentran en los libros de cocina árabes del siglo X-XIII, bajo los nombres sanbusak, sanbusaq y sanbusaj, todos los cuales derivan de la palabra persa sanbosag. En Irán, el plato fue popular hasta el siglo XVI, pero para el siglo XX, su popularidad se restringió a ciertas provincias (como las sambusas de Larestan). Abolfazl Beyhaqi (995-1077), un historiador iraní, lo mencionó en su historia, Tarikh-e Beyhaghi.
Los samsa fueron introducidos al subcontinente indio en los siglos XIII o XIV por comerciantes de Asia Central. Amir Khusro (1253–1325), un erudito y poeta real del Sultanato de Delhi, escribió alrededor de 1300 que los príncipes y nobles disfrutaron de la "samosa preparada a partir de carne, manteca, cebolla, etc." Ibn Battuta, un viajero y explorador del siglo XIV, describe una comida en la corte de Muhammad bin Tughluq, donde antes del tercero se servía el samushak o sambusak, un pequeño pastel relleno de carne picada, almendras, pistachos, nueces y especias. Por supuesto, de pulao.  Nimmatnama-i-Nasiruddin-Shahi, un libro de cocina indio medieval iniciado para Ghiyath al -Din Khalji, el gobernante del Sultanato de Malwa en el centro de India, menciona el arte de hacer samosa. El Ain-i-Akbari, un documento mogol del siglo XVI, menciona la receta del qutab, que dice: "la gente de Industán lo llama sanbúsah".  

## Variedades regionales

### Subcontinente indio

#### India

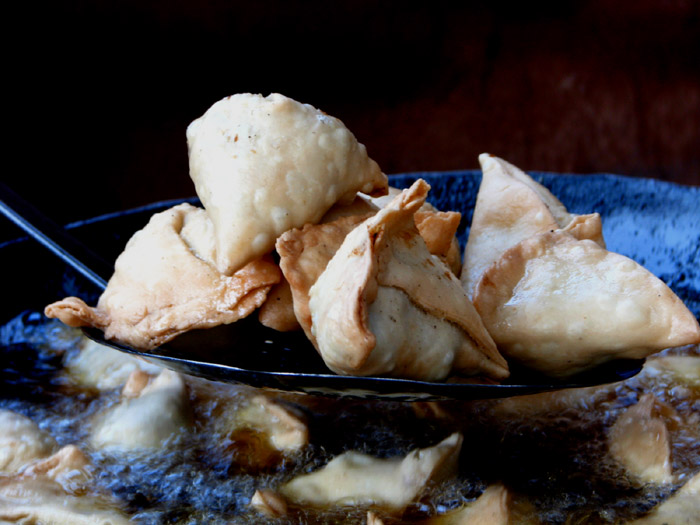
Samosas en India

La samosa está hecha con harina para todo uso localmente conocida como cáscara de maida rellena con algo, generalmente una mezcla de puré de papas hervidas, cebollas, guisantes verdes, lentejas, especias y chile verde, o frutas. Toda la masa se fríe en aceite vegetal o rara vez ghee para obtener un color marrón dorado. Se sirve caliente y a menudo se come con chutney verde fresco, como menta, cilantro o tamarindo. También se puede preparar de forma dulce, en lugar de salada. A menudo se sirven en chaat, junto con los acompañamientos tradicionales de garbanzos o preparación de guisantes blancos, decorados con yogur, tamarindo y chutney verde, cebolla picada, cilantro y chaat masala. También se puede servir con salsa de tomate. 
En Delhi, Punyab, Himachal Pradesh, Madhya Pradesh, Rayastán, Uttar Pradesh, Bihar y Uttarakhand, una versión más grande de la samosa con relleno picante de papas masala, guisantes, chiles verdes triturados, queso e incluso frutas secas, así como otras variaciones, es bastante popular. Esta samosa es más grande en comparación con otras variantes indias y extranjeras. 
En Odisha, Bengala Occidental y Jharkhand, las shingadas (la versión de las samosas de las Indias Orientales) son aperitivos populares. Se encuentran en casi todas partes. Son un poco más pequeñas en comparación con las de otras partes de la India, y el relleno consiste principalmente en papa hervida y cortada en cubitos, junto con otros ingredientes. Se envuelven en una fina lámina de masa (hecha de harina para todo uso) y se fríen. Las buenas shingaras se distinguen por sus texturas escamosas, casi como si estuvieran hechas con una corteza de pastel salada. 
Por lo general, las shingaras se fríen hasta obtener un color marrón dorado en aceite vegetal. Se sirven calientes y se consumen con ketchup o chutney, como menta, cilantro o tamarindo, o se sirven en chaat, junto con los acompañamientos tradicionales de yogur, chutney, cebolla picada, cilantro y chaat masala. Por lo general, se comen a la hora del té como merienda. También se pueden preparar en forma dulce, en lugar de salado. Las shingaras bengalíes tienden a ser triangulares, llenas de papas, guisantes, cebollas, almendras picadas u otras verduras, y son más fritas y crujientes que las shingara o sus primas las samosa indias. Fulkopir shingara (shingara lleno de mezcla de coliflor) es otra variación muy popular. En Bengala, hay variedades no vegetarianas de shingara llamadas mangsher shingara (shingara de cordero) y macher shingara (shingara de pescado). También hay versiones más dulces, como narkel er shingara (shingara de coco), así como otras rellenas de khoya y bañadas en jarabe de azúcar. 

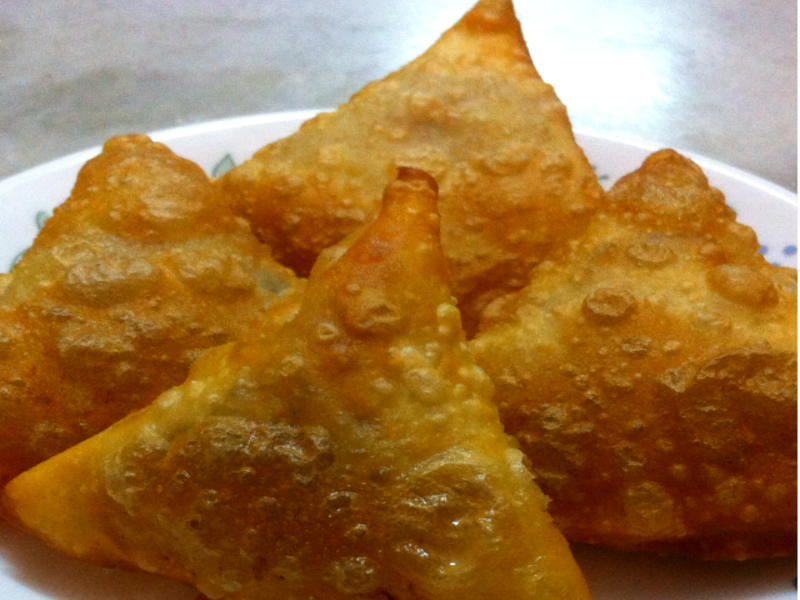
Samosa vegetal

En Hyderabad, India, se consume una versión más pequeña de la samosa con una corteza de masa más gruesa y relleno de carne picada, conocida como lukhmi, al igual que otra variación con relleno de cebolla. 
En los estados de Andhra Pradesh, Karnataka, Kerala y Tamil Nadu, son ligeramente diferentes, ya que se doblan de una manera diferente, mucho más como las chamuças portuguesas, con un estilo de pastelería diferente. El relleno también difiere, típicamente con puré de papas con especias, cebollas fritas, guisantes, zanahorias, repollo, hojas de curry, chiles verdes, etc. Se come principalmente sin salsa picante. Las samosas en India del Sur se hacen en diferentes tamaños, y los rellenos están muy influenciados por los hábitos alimenticios locales. Puede incluir una gran variedad de rellenos, como carnes y verduras.

#### Bangladés

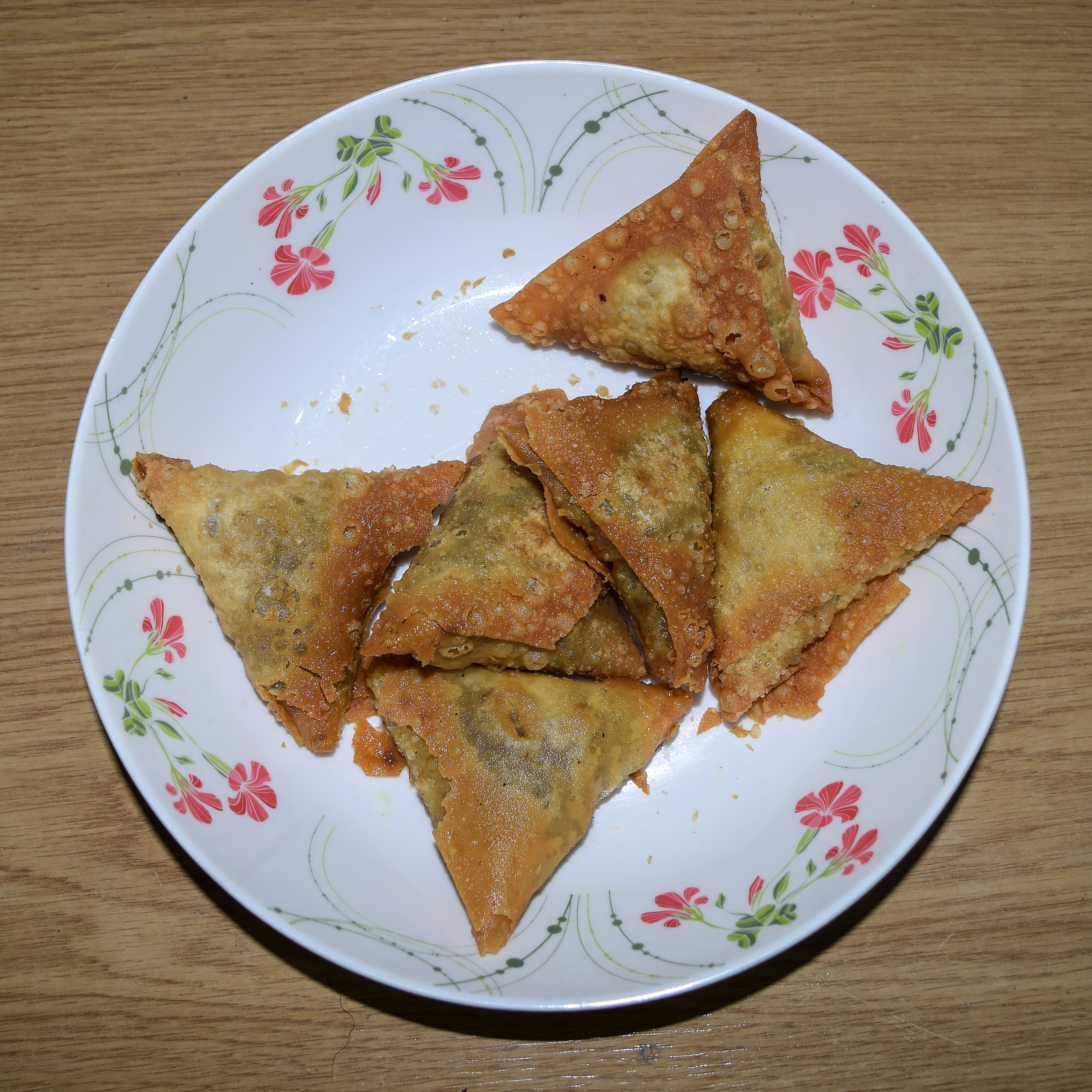
Samosas de Bangladés, bocadillos

Las samosas de forma plana (triangular) y de forma completa (tetraedro/pirámide triangular) son bocadillos populares en Bangladés. Una versión bengalí de la samosa en forma completa se llama সিঙাড়া (shingara) y normalmente es más pequeña que la variedad estándar. La shingara generalmente se llena con papas, verduras, nueces, etc. Sin embargo, las shingaras rellenas con hígado de res son muy populares en algunas partes del país. La samosa de forma plana se llama somosa o somucha, y generalmente se llena de cebolla y carne picada.

#### Nepal
Las samosas se llaman singadas en la zona oriental de Nepal; el resto del país lo llama simplemente samosa. Como en India, es un aperitivo muy popular en la cocina nepalí. Los vendedores venden el plato en varios mercados y restaurantes.

#### Pakistán
Samosas de varios tipos están disponibles en todo Pakistán. En general, la mayoría de las variedades vendidas en la provincia sureña de Sindh y en el este de Punyab, especialmente en la ciudad de Lahore, son más picantes y contienen principalmente rellenos a base de vegetales o papas. Sin embargo, las samosas que se venden en el oeste y el norte del país contienen principalmente rellenos a base de carne picada y son comparativamente menos picantes. Las samosa de carne contienen carne picada de cordero, ternera o pollo y es muy popular como bocadillo. 
En Pakistán, las samosas de Karachi son famosas por su sabor picante, mientras que las samosas de Faisalabad se caracterizan por ser inusualmente grandes. Otra variedad distinta, disponible en Karachi, se llama kaghazi samosa (en urdu: کاغذی سموسہ‎; "samosade papel" en español) debido a su cubierta delgada y crujiente, que se asemeja a una envoltura de wonton o rollito de primavera. Otra variante, popular en Punyab, consiste en samosas con guarniciones de puré de garbanzos, cebollas y ensalada de hojas de cilantro, así como varias chutneys para rematar las samosas. Se pueden encontrar ya sea fritos u horneados, con un relleno salado, como papas con especias, cebollas, guisantes, lentejas y carne picada (cordero, ternera o pollo). Las samosas dulces también se venden en las ciudades de Pakistán, incluida Peshawar; estas no contienen relleno y se sumergen en espeso jarabe de azúcar. 
Otro bocadillo paquistaní, que es popular en Punyab, se conoce como "samosa chaat". Esta es una combinación de una samosa desmenuzada, junto con garbanzos y especias (channa chaat), yogur y chutney. Las samosas son un alimento básico para muchas familias pakistaníes, durante el mes de Ramzan.

#### Maldivas
Los tipos y variedades de samosa elaborados en la cocina maldiva se conocen como bajiyaa. Se rellenan con una mezcla que incluye pescado o atún y cebolla.

### Sudeste de Asia

#### Birmania

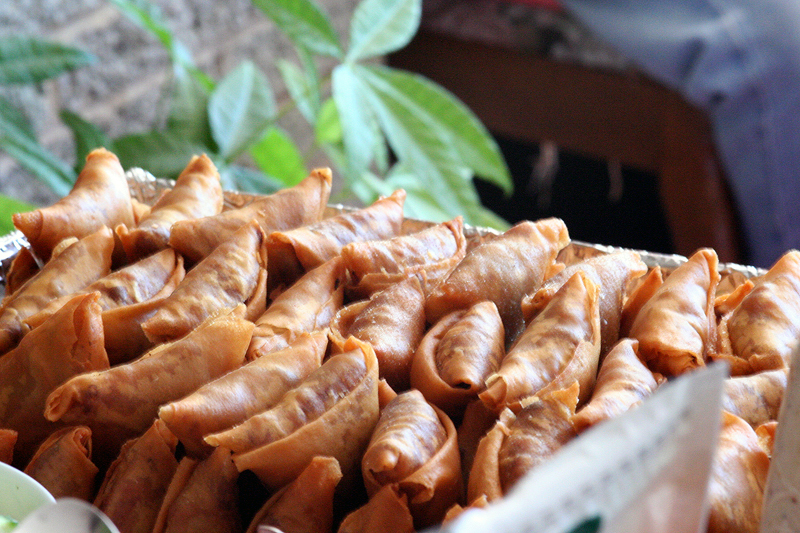
Samusa de estilo birmano, éstas son planas, triangulares y, generalmente, más pequeñas que sus contrapartes indias.

Las samosas se llaman samusas en birmano y son un aperitivo extremadamente popular en Birmania.

#### Indonesia
El equivalente local de samosas en Indonesia se conoce como pastel, más cercano al estilo de las empanadas españolas, es decir, no tiene tanto sabor a curry/especias ya que está ligeramente sazonado en comparación con la samosa india que es más rica en especias.
Los pasteles finos y livianos generalmente se rellenan con verduras, carne picada, pollo o camarones, cubiertos con rodajas de huevo según el gusto, antes de ser fritos hasta dorarlos. Como es habitual, esta popular merienda se disfruta con chile picante verde. 

### África

#### Cuerno de África

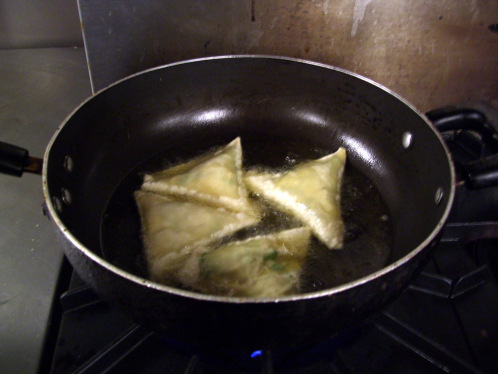
Sambuus somalí frito

Las samosas son un alimento básico de la cocina local en el Cuerno de África, Yibuti y Somalia, donde se les conoce como sambuus. Se elaboran tradicionalmente con una masa de hojaldre más delgada, similar a los rollitos de huevo, y se rellenan con carne molida. Si bien se pueden comer en cualquier época del año, generalmente están reservados para ocasiones especiales.

#### Sudáfrica
Llamados samoosas en Sudáfrica, tienden a ser más pequeños que las variantes indias, y forman parte de la cocina india sudafricana y del cabo malayo.

### África occidental
Las samosas también existen en países de África occidental como Ghana, donde son una comida callejera común, y en Senegal, donde se les conoce como fataya.

### Oriente Medio

#### Israel

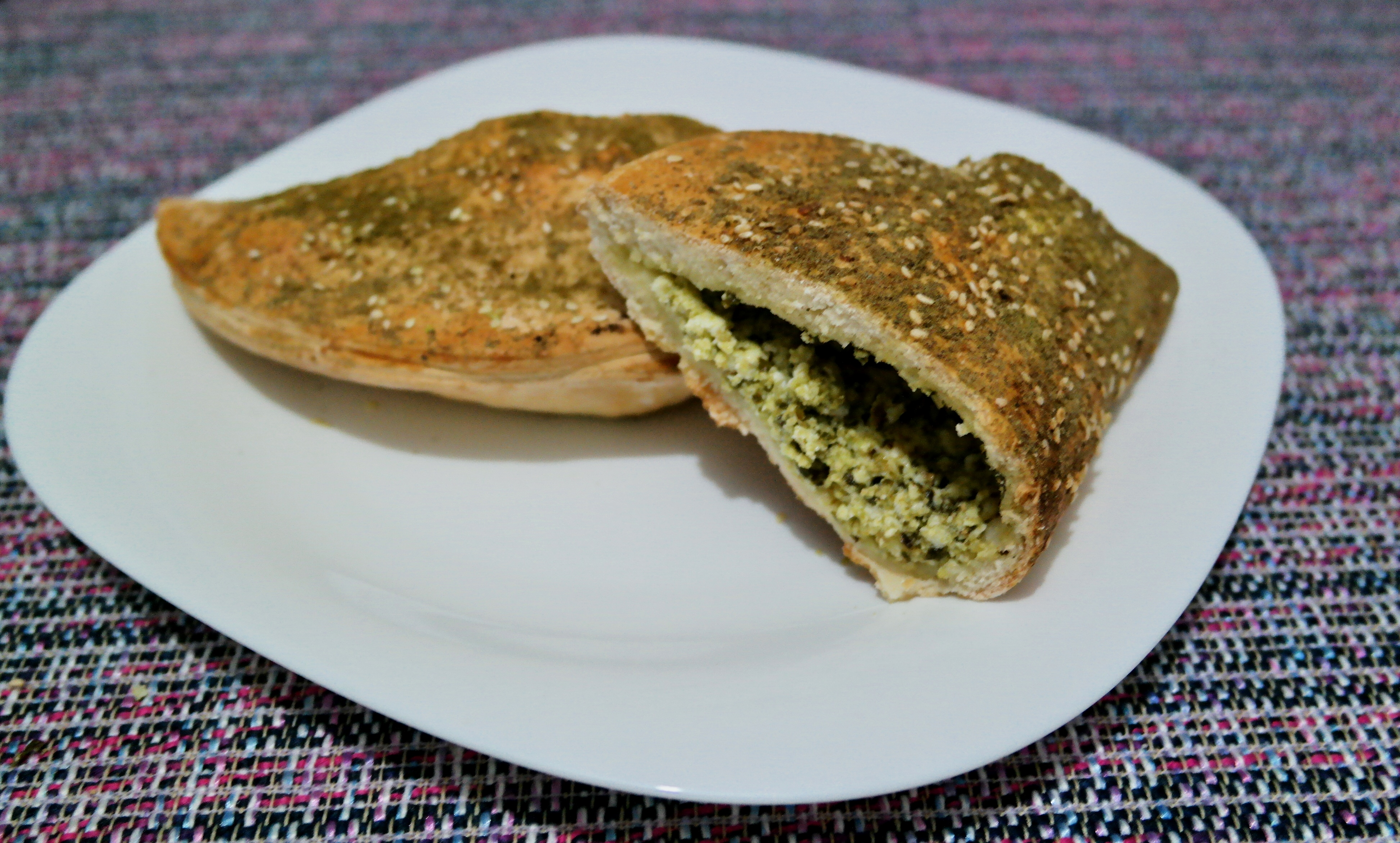
Sambusak israelí relleno de queso y pesto

En Israel, un sambusaq (en hebreo: סמבוסק‎ ) puede ser una bolsa semicircular de masa rellena de puré de garbanzos, cebolla frita y especias. Otra variedad está llena de carne, cebolla frita, perejil, especias y piñones, que a veces se mezclan con puré de garbanzos y la versión del desayuno con queso feta o queso tzfat y za'atar. Está asociado con la cocina judía Mizrahi, y los inmigrantes judíos de otros países de Oriente Medio y África han llevado varias recetas a Israel. Según el historiador de alimentos Gil Marks, el sambusak ha sido una parte tradicional de la comida sabática sefardí desde el siglo XIII en España.

## Regiones de habla portuguesa

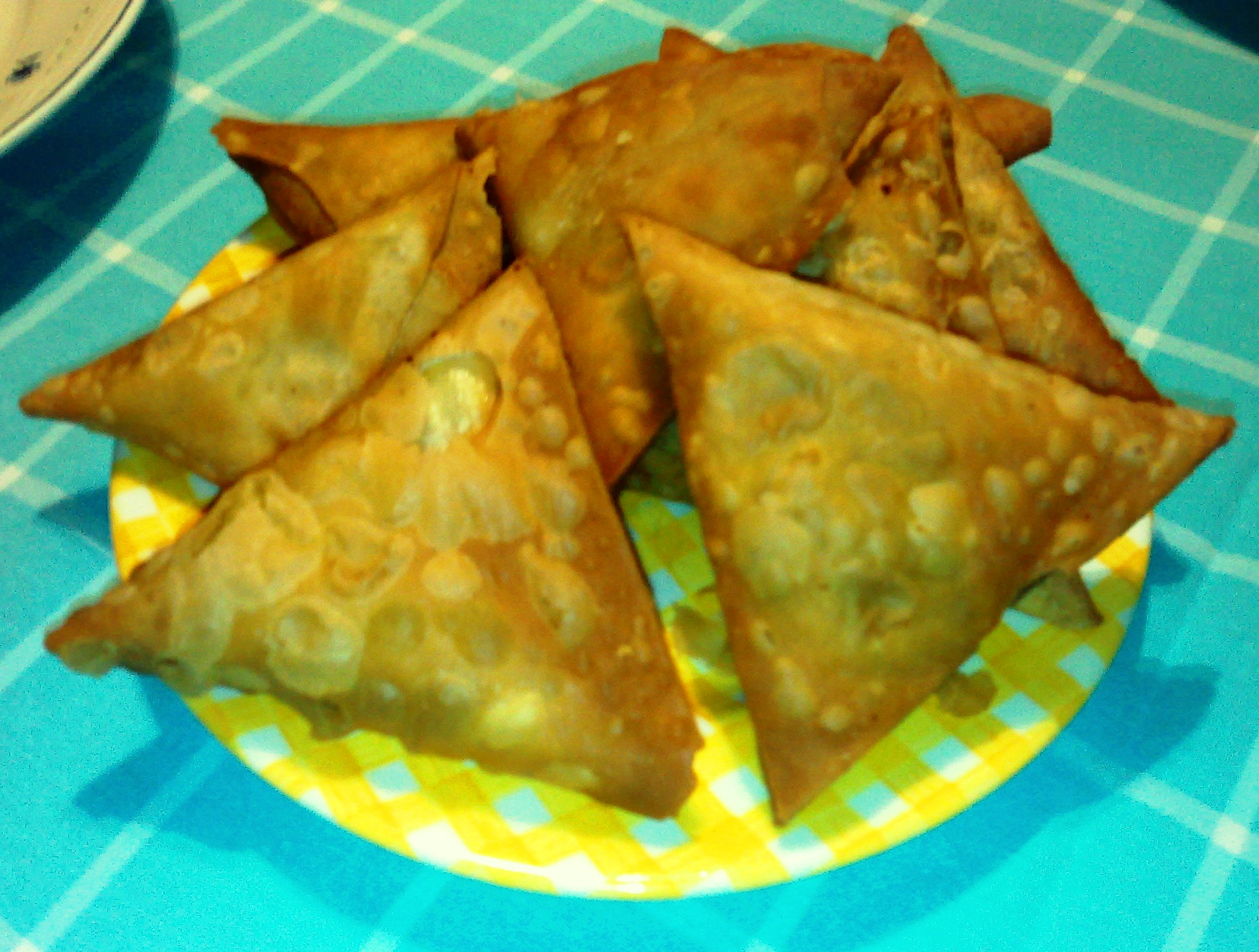
Chamuças de Goa

En Goa (India) y Portugal, las samosas se conocen como chamuças. Por lo general, se rellenan con pollo, carne de res, cerdo, cordero o verduras, y generalmente se sirven bastante calientes. Son una parte integral de la cocina goana y portuguesa, donde son un bocadillo común. 
Un refrigerio inspirado en la samosa también es muy común en Brasil, y relativamente común en varias antiguas colonias portuguesas en África, incluyendo Cabo Verde, Guinea-Bissau, Santo Tomé y Príncipe, Angola y Mozambique, donde comúnmente conocidos como pastéis (en Brasil) o empadas  (en portugués de África; en portugués de Brasil, empada  se refiere a una merienda completamente diferente, siempre horneada, de tamaño pequeño y en forma de pudín inverso). Están relacionados con la empanada hispana y con el calzone italiano. 

## Regiones de habla inglesa
Las samosas son populares en el Reino Unido, Trinidad y Tobago, Guyana, Uganda, Sudáfrica, Ruanda, Kenia y Tanzania, y también están aumentando su popularidad en Canadá, y los Estados Unidos. Pueden llamarse samboosa o sambusac, pero en Sudáfrica, a menudo se les llama samoosa. Las samosas congeladas están cada vez más disponibles en supermercados en Canadá, Estados Unidos y el Reino Unido. 
A veces se usan variaciones que usan filo, o tortillas de harina.